# تعالی (فیلم ۲۰۱۴)
تعالی (به انگلیسی: Transcendence) یا برتری فیلمی در ژانر فیلم علمی–تخیلی و مهیج و آمریکایی می‌باشد که در سال ۲۰۱۴ اکران شد. «تعالی» اولین تجربه کارگردانی والی فیستر فیلمبردار قدیمی هالیوود می‌باشد که از ستارگانی چون جانی دپ و مورگان فریمن و ربکا هال و کیت مارا و کیلین مورفی استفاده کرده‌است.
همچنین کریستوفر نولان و اما توماس هم از تهیه‌کنندگان اجرایی این فیلم می‌باشند.

## خلاصه داستان
ویل یک دانشمند کنجکاو است که در جریان یک تحقیق علمی، دانسته‌های مغزی خود را داخل یک کامپیوتر پیشرفته آپلود می‌کند. او با این کار، تلاش می‌کند اولین ماشینی را خلق کند که می‌تواند به صورت مستقل فکر و عمل کند، اما…..

## بازیگران
- جانی دپ در نقش ویل کستر
- ربکا هال در نقش ایولین کستر
- پل بتانی در نقش مکس واترز
- کیلین مورفی در نقش مامور بیوکنن
- کیت مارا در نقش بری
- کول هاسر در نقش سرهنگ استیونز
- مورگان فریمن در نقش جوزف تگر
- کلیفتن کالینز جونیور در نقش مارتین
- کوری هاردریکت در نقش جوئل ادموند
- جاش استوارت در نقش پل
- فالک هنچل در نقش باب